# Kloster Valroy
Das Kloster Valroy (Val-le-Roi; Vallis Regis) ist eine ehemalige Zisterzienserabtei in der Gemeinde Saint-Quentin-le-Petit im Département Ardennes, Region Grand Est, in Frankreich. Es lag rund 26 km nordwestlich von Rethel und 41 km nördlich von Reims in der Nähe des heutigen La Bouverie im Tal des Bachs Barres zwischen Saint-Quentin-le-Petit und Sévigny.

## Geschichte
Das Kloster wurde im Jahr 1147 von Hugues I. de Roucy und seiner Gemahlin Richildis von Hohenstaufen, einer Tochter des Kaisers Friedrich I., gestiftet und mit Mönchen aus Kloster Igny besetzt. Es gehörte damit der Filiation der Primarabtei Clairvaux an. Es besaß einige landwirtschaftliche Anwesen in der Umgebung, darunter La Grange-aux-Bois in Sévigny, Montigny in Nizy, La Croix in Le Thour, Écoret in Chivres, Les Mortiers in Wagnon und Herbay in Signy-le-Petit. Das Kloster blühte, bis es im 16. Jahrhundert in Kommende fiel. Die Zahl der Mönche sank daraufhin bis auf neun im Jahr 1768. In der Französischen Revolution wurde das Kloster aufgehoben, verkauft und anschließend abgebrochen. Lage und Grundriss des Klosters wurden erst nach dem Ersten Weltkrieg wieder aufgedeckt.

## Bauten und Anlage
In La Bouverie sind einige Spolien erhalten geblieben. 